# Mathias Raymond
Mathias Raymond (ur. 13 stycznia 1986 w Monako) – monakijski wioślarz, reprezentant Monako w wioślarskiej jedynce podczas Letnich Igrzysk Olimpijskich w Pekinie.

## Osiągnięcia
- Mistrzostwa Świata Juniorów – Ateny 2003 – dwójka podwójna – 1. miejsce[1].
- Mistrzostwa Świata Juniorów – Banyoles 2004 – jedynka – 22. miejsce[1].
- Mistrzostwa Europy – Poznań 2007 – jedynka – 9. miejsce[1].
- Mistrzostwa Świata – Monachium 2007 – jedynka – 19. miejsce[1][2].
- Igrzyska Olimpijskie – Pekin 2008 – jedynka – 22. miejsce[1][2].
- Mistrzostwa Europy – Montemor-o-Velho 2010 – jedynka – 16. miejsce[1].